# Heikatapu
Heikatapu is een bestuurslaag in het regentschap Oost-Soemba van de provincie Oost-Nusa Tenggara, Indonesië. Heikatapu telt 1346 inwoners (volkstelling 2010).